# Anisoneura zeuzeroides
Anisoneura zeuzeroides är en fjärilsart som beskrevs av Achille Guenée 1852. Anisoneura zeuzeroides ingår i släktet Anisoneura och familjen nattflyn. Inga underarter finns listade i Catalogue of Life.